# Célestin Ndikumana
Célestin Ndikumana (* 22. Februar 2002) ist ein burundischer Leichtathlet, der sich auf die Langstreckenläufe spezialisiert hat.

## Sportliche Laufbahn
Erste internationale Erfahrungen sammelte Célestin Ndikumana bei den Crosslauf-Weltmeisterschaften 2023 in Bathurst, bei denen er nach 30:57 min auf den 20. Platz im Einzelbewerb gelangte. Im Oktober wurde er bei den Straßenlauf-Weltmeisterschaften in Riga nach 13:36 min 15. über 5 km und anschließend siegte er in 25:34 min beim Cross Internacional Zornotza. Im Jahr darauf belegte er bei den Afrikaspielen in Accra in 29:48,02 min den vierten Platz im 10.000-Meter-Lauf und gelangte über 5000 Meter mit 13:45,34 min auf Rang sechs. Anschließend lief er bei den Crosslauf-Weltmeisterschaften in Belgrad nach 30:22 min auf dem 54. Platz im Einzelrennen ein.

## Persönliche Bestleistungen
- 3000 Meter: 7:45,02 min, 19. Juli 2023 in Celle Ligure
- 5000 Meter: 13:12,73 min, 2. Juni 2024 in San Vito al Tagliamento
- 10.000 Meter: 27:42,94 min, 18. Mai 2024 in London
- 5-km-Straßenlauf: 13,36 min, 1. Oktober 2023 in Riga
- 10-km-Straßenlauf: 28:47 min, 21. Mai 2023 in Triest
- Halbmarathon: 1:02:49 h, 18. September 2022 in Udine